# هنکاکس بریج (نیوجرسی)
هنکاکس بریج (به انگلیسی: Hancock's Bridge) یک منطقهٔ مسکونی در ایالات متحده آمریکا است که در لاور الوویز کریک، نیوجرسی واقع شده‌است. هنکاکس بریج ۰٫۵۵۱ کیلومتر مربع مساحت و ۲۵۴ نفر جمعیت دارد و ۱ متر بالاتر از سطح دریا واقع شده‌است.